# Captain America: Brave New World
Captain America: Brave New World är en amerikansk superhjältefilm som hade premiär 2025. Den är baserad på Marvel Comics karaktär Sam Wilson / Captain America. Filmen är den fjärde delen i filmserien Captain America, en fortsättning på miniserien The Falcon and the Winter Soldier från 2021, och den 35:e filmen i Marvel Cinematic Universe (MCU). Filmen är regisserad av Julius Onah, med manus skrivet av Malcolm Spellman och Dalan Musson.
Filmen hade biopremiär i Sverige den 12 februari 2025, utgiven av Walt Disney Studios Motion Pictures.

## Rollista (i urval)
- Anthony Mackie – Sam Wilson / Captain America
- Harrison Ford – Thaddeus "Thunderbolt" Ross / Red Hulk
- Danny Ramirez – Joaquin Torres / Falcon
- Shira Haas – Ruth Bat-Seraph / Sabra
- Carl Lumbly – Isaiah Bradley
- Tim Blake Nelson – Samuel Sterns / Leader
- Giancarlo Esposito – Seth Voelker / Sidewinder
- Xosha Roquemore – Leila Taylor
- Jóhannes Haukur Jóhannesson – Davis Lawfers / Copperhead
- William Mark McCullough – Dennis Dunphy
- Takehiro Hira – Premiärminister Ozaki
- Liv Tyler – Betty Ross[3]
- Sebastian Stan – Bucky Barnes / Winter Soldier (cameo)

## Produktion
Filmen är producerad av Kevin Feige och Nate Moore på Marvel Studios. Inspelningarna startade i mars 2023 i Atlanta, under arbetsnamnet Rochelle Rochelle, och avslutades 30 juni samma år.